# Катерина Хилько
Катерина Хилько  (узб. Yekaterina Xilko, 25 березня 1982) — узбецька стрибунка на батуті, олімпійська медалістка.

## Виступи на Олімпіадах
| Олімпіада   | Дисципліна | Місце             |
| ----------- | ---------- | ----------------- |
| Сідней 2000 | особисті   | 4                 |
| Афіни 2004  | особисті   | 11 (кваліфікація) |
| Пекін 2008  | особисті   | 3                 |
| Лондон 2012 | особисті   | 12 (кваліфікація) |
| Ріо 2016    | особисті   | 12 (кваліфікація) |